# Ludwigsfelde
Ludwigsfelde is een gemeente in de Duitse deelstaat Brandenburg, gelegen in het district Teltow-Fläming.

## Indeling van de gemeente
De gemeente bestaat uit de volgende 12 stadsdelen: 
| - Ahrensdorf (1.048) - Genshagen (1.481) - Gröben (349) - Groß Schulzendorf (595) | - Jütchendorf (109) - Kerzendorf (212) - Löwenbruch (274) - Mietgendorf (74) | - Schiaß (39) - Siethen (828) - Wietstock (369) - Kernstadt Ludwigsfelde (24.331) |

Bron van de tussen haakjes vermelde bevolkingscijfers: Website gemeente Ludwigsfelde, Zahlen & Daten. Totaal gehele gemeente: 29.709 personen. Peildatum: 31 december 2023. De cijfers wijken af van die van hogere overheidsinstellingen, omdat gemeentes een andere manier van tellen hanteren.
Het onderwijsinstituut Struveshof is geen officieel Ortsteil meer.

## Geografie, verkeer

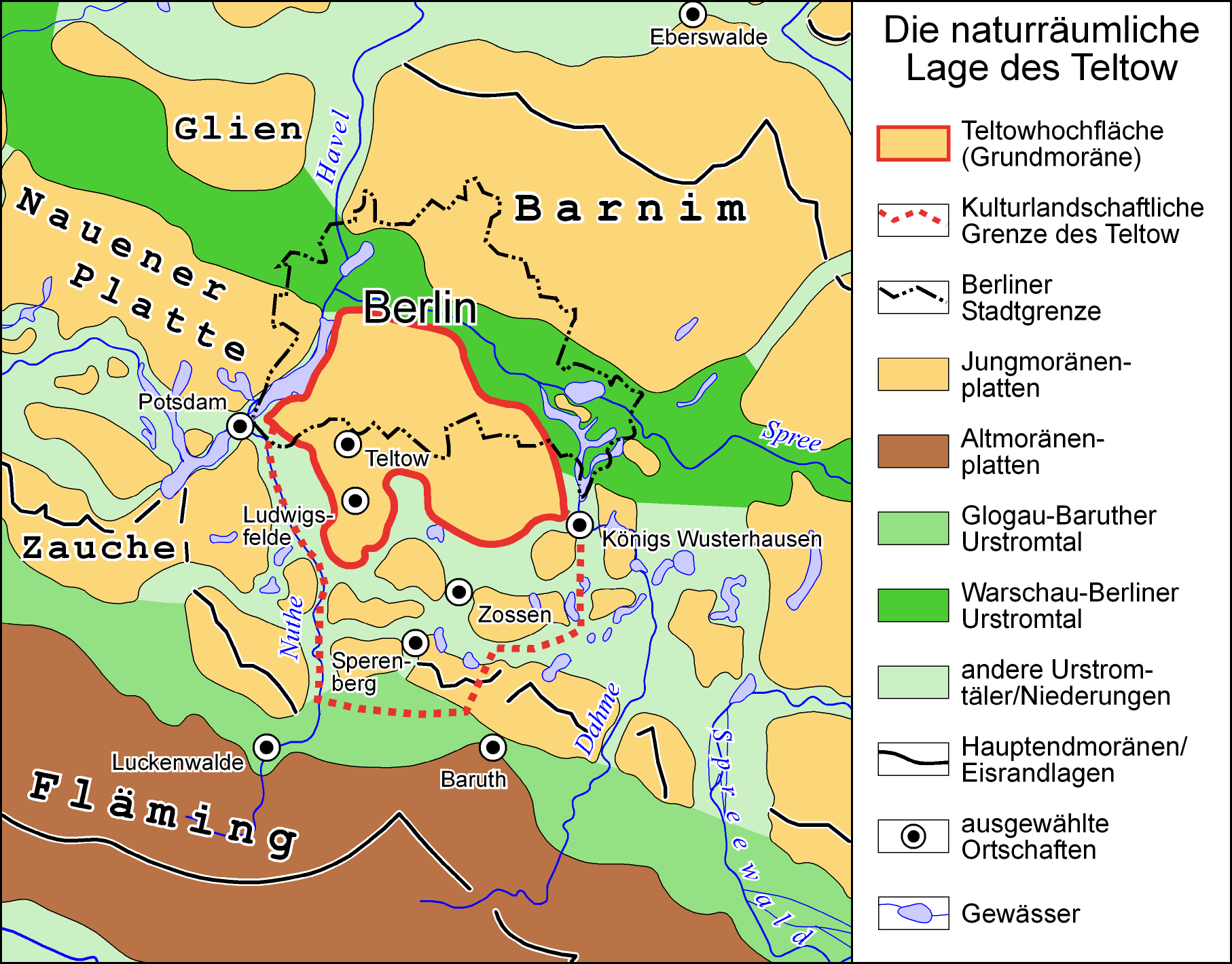
Geologische kaart van Berlijn en de streek Teltow
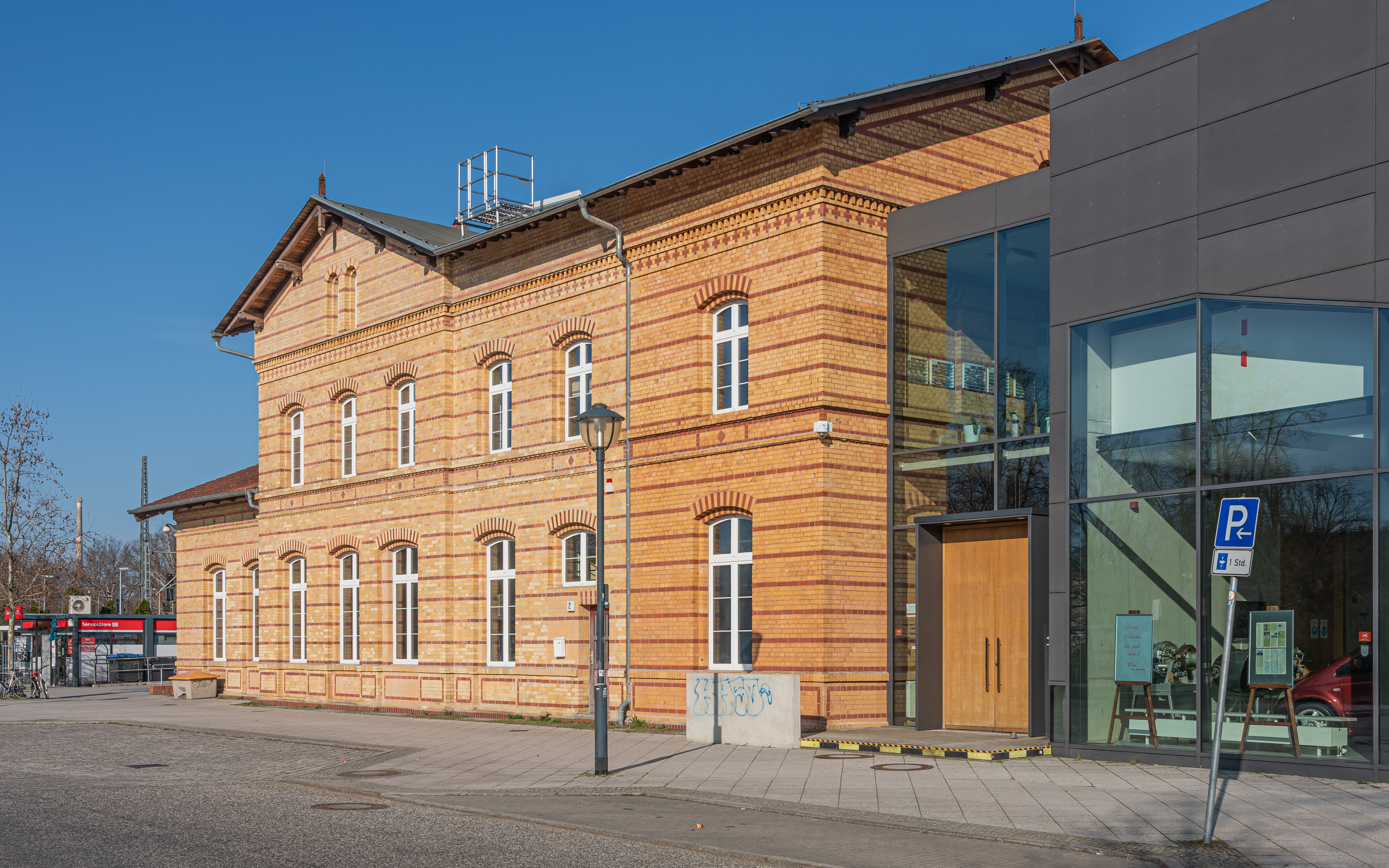
Voormalig stationsgebouw Ludwigsfelde
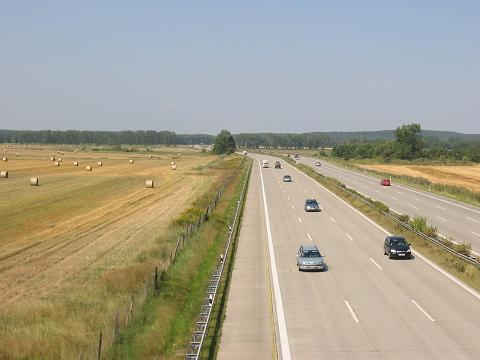
De A10 tussen afrit 15  en afrit 16 (Dreieck Nuthetal)

Ludwigsfelde heeft een oppervlakte van  bijna 110 km² en ligt in het oosten van Duitsland, slechts 8 km ten oosten van Potsdam en ruim 10 km ten zuiden van de voorsteden van Berlijn, zodat Ludwigsfelde tot de agglomeratie van de Duitse hoofdstad kan worden gerekend. 
De gemeente ligt in een geologisch jong gebied, dat Teltow wordt genoemd. Het wordt gekenmerkt door tijdens de laatste beide ijstijden ontstane eindmorenes en oerstroomdalen. Hierdoor is een grote variatie van licht heuvelachtige terreinen ontstaan.
In het zuidwesten grenst de gemeente aan Trebbin. Andere buurgemeentes zijn onder andere Großbeeren, in het noorden, alsmede Rangsdorf en Zossen, in het oosten, en Nuthetal in het westen.

### Infrastructuur
Als het stadscentrum kan men  grofweg de driehoekige buurt tussen het station, noordwaarts langs het spoor, zuidwestwaarts de A10 en zuidoostwaarts de brede Potsdamer Straße beschouwen.
Door de gemeente loopt de Autobahn A10 (met afritten 13 Genshagen, 14 en 15 Ludwigsfelde-West), één van de zuidelijke ringwegen van de agglomeratie Berlijn. Deze kruist op afrit 14 de in noord<>zuid-richting lopende Bundesstraße 101, die hier veel op een Autobahn lijkt.
Van noord naar zuid loopt de spoorlijn Berlijn - Halle door de gemeente Ludwigsfelde. Op respectievelijk 22½ en 24½ km ten zuiden van het Anhalter Bahnhof in de hoofdstad liggen twee stations, Birkengrund en Ludwigsfelde, op het grondgebied van Ludwigsfelde.
Aan de spoorlijn Berliner Außenring ligt sinds begin 2013 het station Ludwigsfelde-Struvershof, direct ten zuiden van het instituut Struvershof en ten noordwesten van het stadscentrum.
Met Teltow, Potsdam en Zossen bestaan streekbusverbindingen.

## Economie
In de gemeente Ludwigsfelde ligt meer dan 850 hectare industrieterrein, vooral ten noorden en oosten van de stad. Hieronder is het bedrijventerrein Preußen Park, ten oosten van het station en ten westen van de B101.

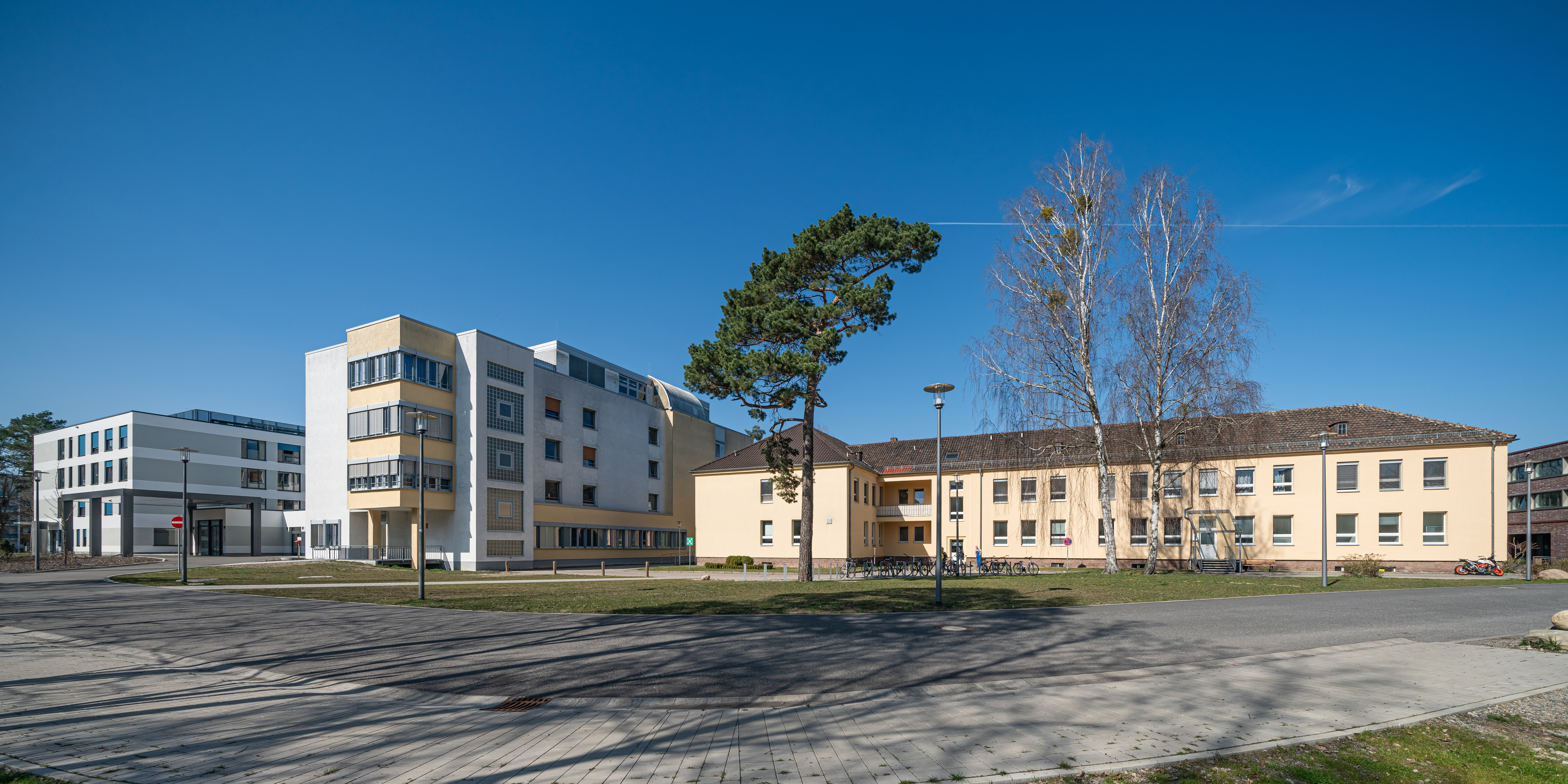
Ziekenhuis
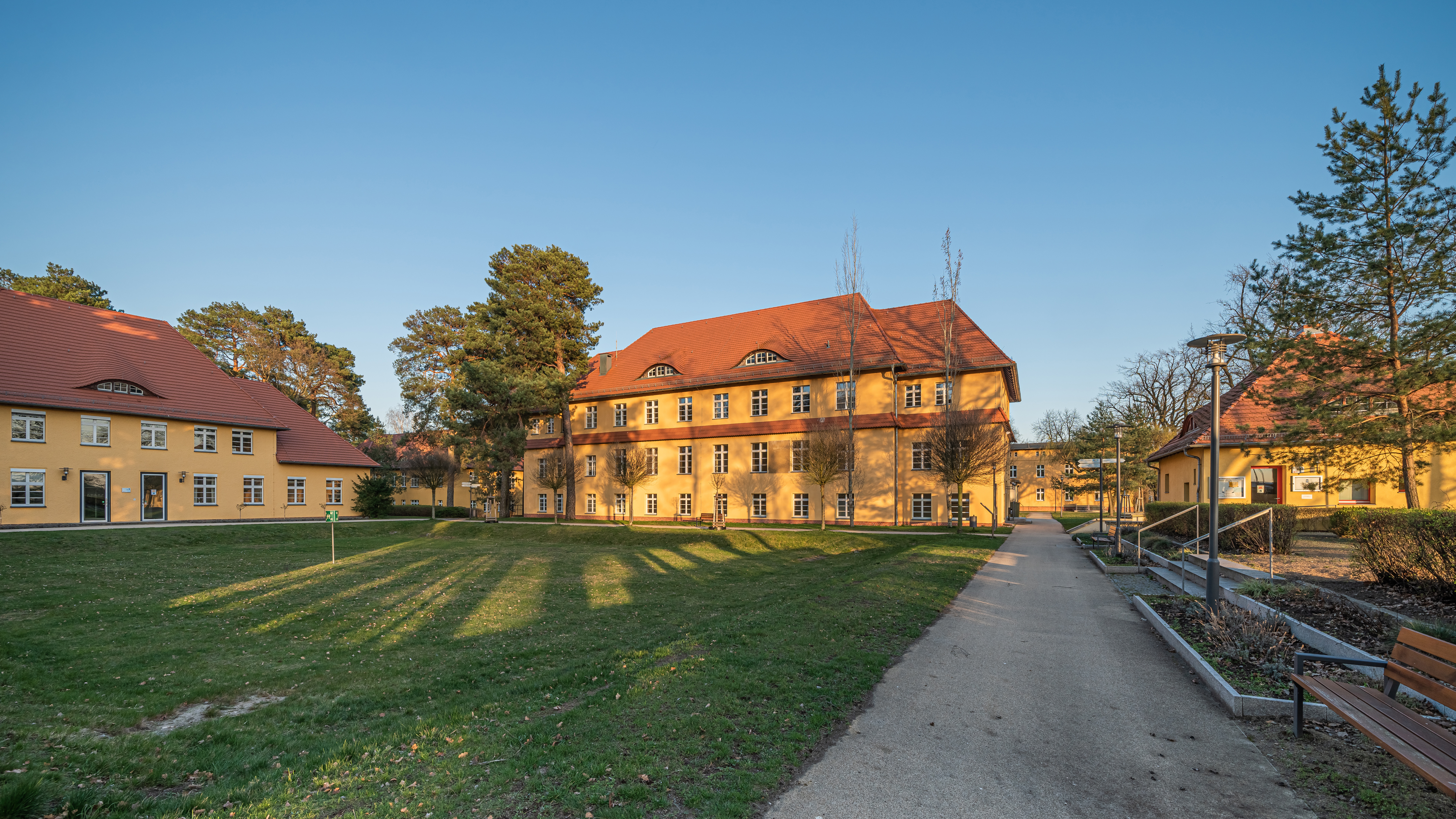
Instituut Struveshof

Dichtbij  de kruising van de A10 en de B101 staat, ten noorden van het evangelisch-lutherse stadsziekenhuis (105 bedden), een in 1936 opgerichte autofabriek. Deze is van het concern Mercedes-Benz Group. Er worden o.a. kleine vrachtauto 's en Mercedes-Benz Sprinter- bestelwagens geproduceerd. Volgens de website van de fabriek werkten er in 2024 ongeveer tweeduizend  mensen.
MTU Aero Engines, een beursgenoteerde onderneming, die vliegtuigmotoren produceert en onderhoudt, bezit een vestiging te Ludwigsfelde. Deze staat in de industriewijk Birkengrund, ten noorden van de stad en van de A10 en ten westen van de autofabriek.
In de gemeente zijn veel distributiecentra en logistieke bedrijven gevestigd, alsmede kleine en middelgrote ondernemingen van industrie en nijverheid in veel verschillende branches.
Binnen de dienstensector is het onderwijs relatief belangrijk. Ten noordwesten van de stad Ludwigsfelde, in de Wohnplatz Struvershof,  staat het onderwijskundige instituut Landesinstitut für Schule und Medien Berlin-Brandenburg (LISUM). Leerkrachten en samenstellers van leermateriaal kunnen hier allerlei vakopleidingen en -cursussen volgen. Het instituut gaat uit van de beide Duitse deelstaten Berlijn en Brandenburg.
Kasteel Genshagen dateert uit 1880. Het is na restauratie een conferentieoord geworden, waar sinds 2005 de Stiftung Genshagen zetelt. Deze is gelieerd aan de zogenaamde Driehoek van Weimar, een niet-officieel bondgenootschap op politiek, cultureel en economisch vlak tussen Frankrijk, Duitsland en Polen. Staatsbezoeken van belangrijke Franse of Poolse politici aan Duitsland vinden soms in dit kasteel plaats.

## Geschiedenis

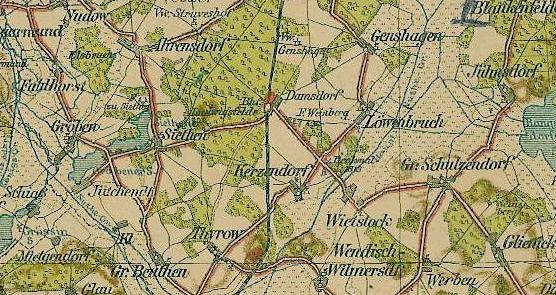
Kaart uit 1903 van Ludwigsfelde, toen nog een gehucht, en zijn omgeving
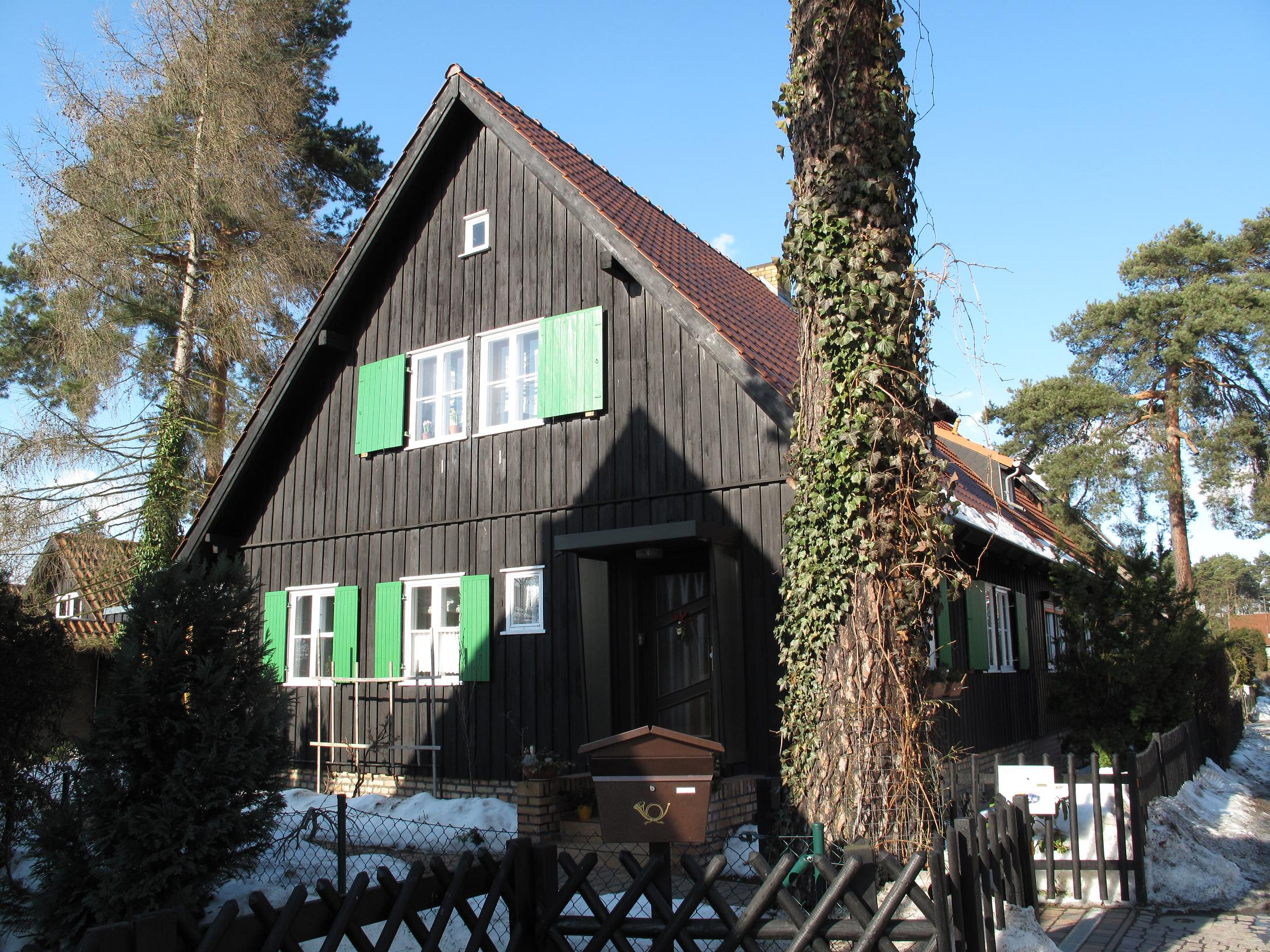
Eén van de bewaard gebleven houten huizen uit 1944. Onder monumentenzorg geplaatst.
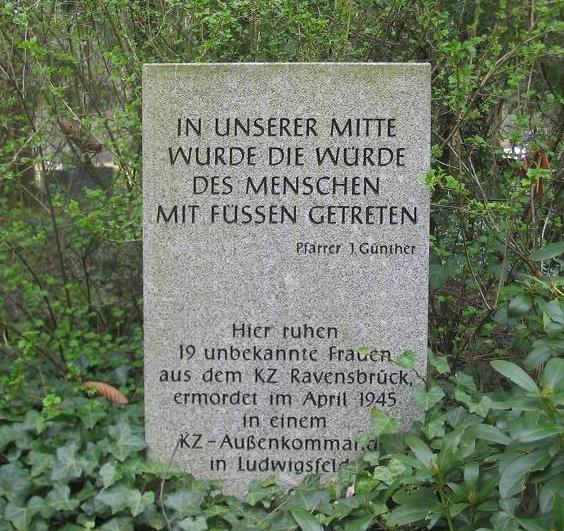
Gedenksteen bij Ludwigsfelde voor slachtoffers uit Kamp Ravensbrück
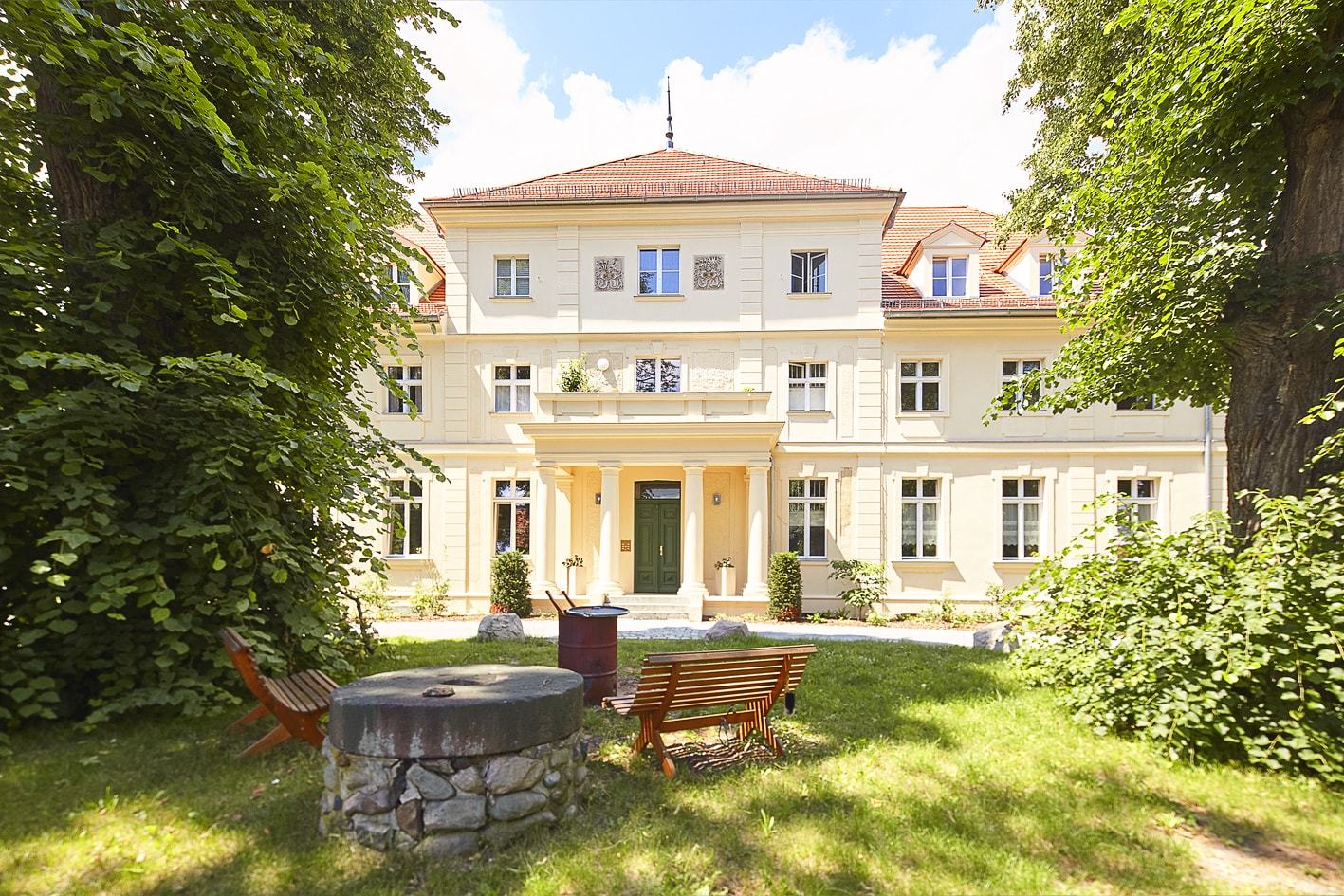
Landhuis (Gutshaus) Löwenbruch
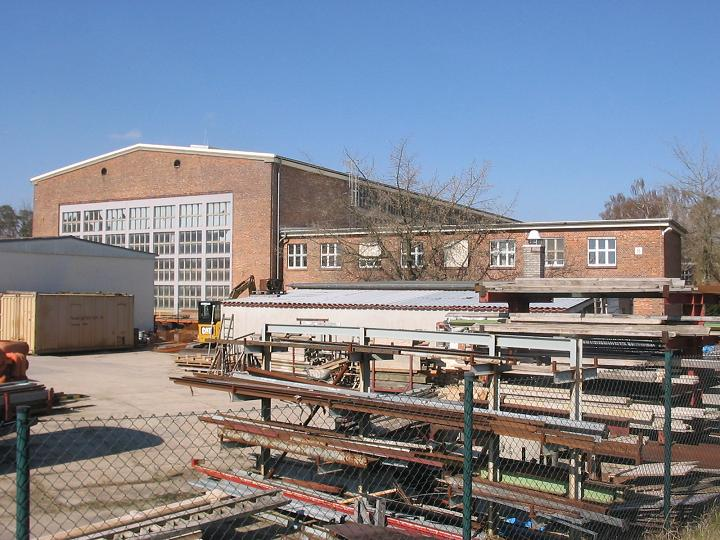
Fabriek Industriewerke Ludwigsfelde van Kombinat IFA in de DDR-tijd
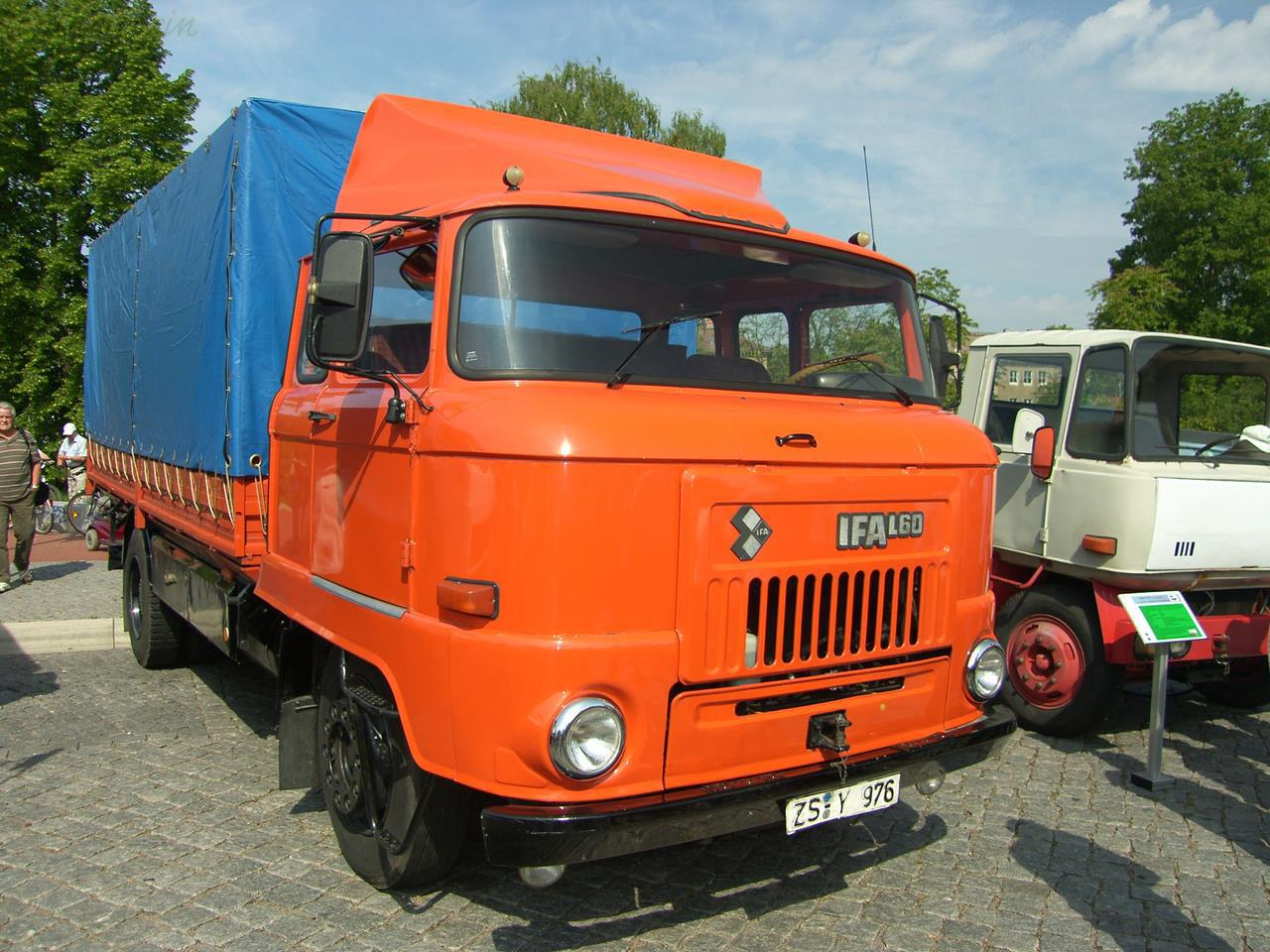
De laatste vrachtauto IFA L60 uit deze fabriek

Verschillende plaatsen in de huidige gemeente Ludwigsfelde ontstonden in de middeleeuwen als nederzettingen, gesticht in het kader van de Oostkolonisatie.
Als gevolg van de Reformatie in de 16e eeuw ging de bevolking van deze streek massaal over tot de evangelisch-lutherse gezindte.  Tot op de huidige dag is, vooral in de kleine dorpjes rondom Ludwigsfelde,  verreweg  het grootste deel van de christenen deze kerk toegedaan.  Ook de hierna vermelde kerkgebouwen in de gemeente zijn,  tenzij anders vermeld,  evangelisch-luthers.
Ludwigsfelde zelf werd gesticht tussen 1750 en 1753 op initiatief van koning Frederik de Grote. De Slag bij Großbeeren (23 augustus 1813) was een veldslag in de herfstcampagne van 1813 tijdens de napoleontische oorlogen, die tot de slag bij Leipzig leidde. Het werd een geallieerde overwinning. Deze slag werd gedeeltelijk uitgevochten op het grondgebied van de huidige gemeente Ludwigsfelde.
Oorspronkelijk waren er in dit gebied twee door textielspinners bewoonde gehuchten, Damsdorf en Ludwigsfelde. Pas in 1843, toen op instigatie van de adellijke landgoedeigenaren in de regio een spoorweghalte voor met name goederenvervoer tot stand kwam, begon het gehucht te groeien. In 1886 werd het huidige stationsgebouw opgericht.
De gemeente verkreeg enige bekendheid dankzij de beschrijving ervan, met name van de dorpjes Gröben en Siethen, door Theodor Fontane, in deel 4 van zijn beroemde werk Wanderungen durch die Mark Brandenburg (1882). Fontane logeerde toen in het in die tijd nog adellijke herenhuis van Löwenbruch. Een wandelroute herinnert hier nog aan. In 1900 had Ludwigsfelde nog steeds slechts 229 inwoners.
In 1936 werd in de wijk Genshagen te Ludwigsfelde door Daimler-Benz  een autofabriek opgericht.  Dit bedrijf produceerde in de nazi-tijd voornamelijk vliegtuigmotoren  voor de Luftwaffe. Tijdens de Tweede Wereldoorlog, op 6 augustus 1944, werd de vliegtuigmotorenfabriek bij een geallieerde luchtaanval grotendeels verwoest. Hierbij werden 104 mensen gedood. Voor de huisvesting van de gewone arbeiders van deze fabrieken werd het dorp sterk uitgebreid, hier en daar ook met houten huizen.In 1944 en 1945 werkten hier, onder vaak onmenselijke omstandigheden, duizenden dwangarbeiders uit concentratiekampen, met name Sachsenhausen en Ravensbrück.  Na  de Tweede Wereldoorlog, toen Ludwigsfelde deel ging uitmaken van de DDR, werd door het Kombinat IFA in de inmiddels onteigende fabriek de VEB Industriewerke Ludwigsfelde opgericht (1953). Deze onderneming produceerde onder andere, zonder veel succes,  vliegtuig - en scheepsmotoren. Meer succes had het bedrijf met de productie van scooters, en, vanaf 1965 tot 1990, vrachtwagens,  waaronder de IFA W50. Kort na de Wende had de fabriek nog meer dan 8.000 werknemers. In 1991 werd de fabriek overgenomen door Mercedes-Benz en gemoderniseerd. Het personeelsbestand liep vrijwel direct terug tot  ruim 3.000.
In 1965 verleende de regering van de DDR aan Ludwigsfelde officieel stadsrechten. In 1983 bedroeg het aantal inwoners 22.900, honderd keer dat van het jaar 1900.
Na de Duitse hereniging volgde een snelle modernisering van deze, dichtbij Berlijn en bij autosnelwegen en spoorlijnen gelegen, plaats. In 2007 gold Ludwigsfelde als een voorbeeld van een goed geslaagde economische ontwikkeling binnen de deelstaat Brandenburg.

## Bezienswaardigheden
- Rondom Ludwigsfelde en Trebbin ligt een gebied, dat een lappendeken van akkers, weilanden, dennenbossen en meren is. Het is een nationaal park met de naam Naturpark Nuthe-Nieplitz. Hierbinnen liggen op het grondgebied van Ludwigsfelde onder andere de dorpen Siethen, Gröben en Mietgendorf. Binnen de gemeentegrenzen liggen in dit Naturpark ook de meren Siethener See (met mogelijkheden voor strand- en watersportrecreatie) en Gröbener See (alleen wandelen rondom het meer toegestaan). In dit gebied komen zeer veel verschillende soorten, ook zeldzame en beschermde, vogels voor.
  - In dit gebied ligt, aan de Siethener See, een uitspanning met de naam Märkisches Wanderdorf, met twee zwemgelegenheden. Hier dichtbij, aan een 4½ km lange wandelroute, ligt een stuk hoogveen met een ven met de naam Pechpfuhl.
- Het voormalige stationsgebouw van Ludwigsfelde huisvest een museum voor de geschiedenis van de stad en haar industrie en over techniek.
- Het Kulturhaus of Klubhaus dateert uit 1959. Het was en is, zowel in de DDR-periode als daarna, een multifunctioneel cultuurcentrum.
- Enkele oude, cultuurhistorisch interessante dorpskerken, zie onderstaande afbeeldingen. De in 1908 in neoromaanse architectuurstijl herbouwde dorpskerk te Gröben wordt door velen als een historisch belangrijk cultuurmonument van meer dan regionale betekenis beschouwd.
- Aan de noordrand van Ludwigsfelde bevindt zich het wellness-centrum Kristalltherme Ludwigsfelde, met o.a. een zeer grote sauna, een minerale, zouthoudende bron en een zwembad. Jaarlijks bezoeken meer dan een half miljoen mensen deze, vooral bij Berlijners, zeer populaire locatie. Behalve op woensdag en zondag is het gebruikelijk, dat de gasten er naakt zwemmen en van de sauna gebruik maken.

## Afbeeldingen

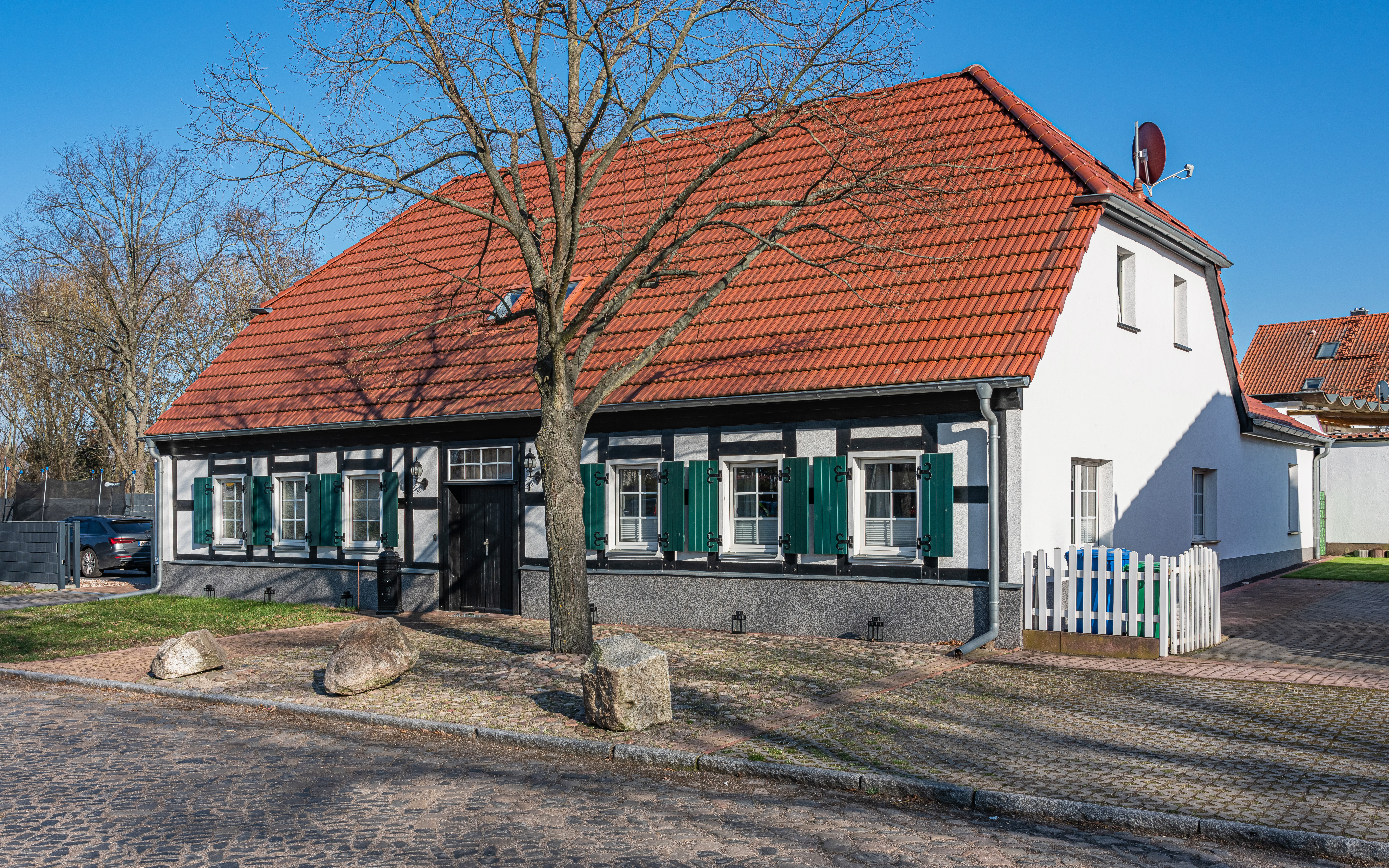
Voormalige herberg Alter Krug, het oudste gebouw van Ludwigsfelde
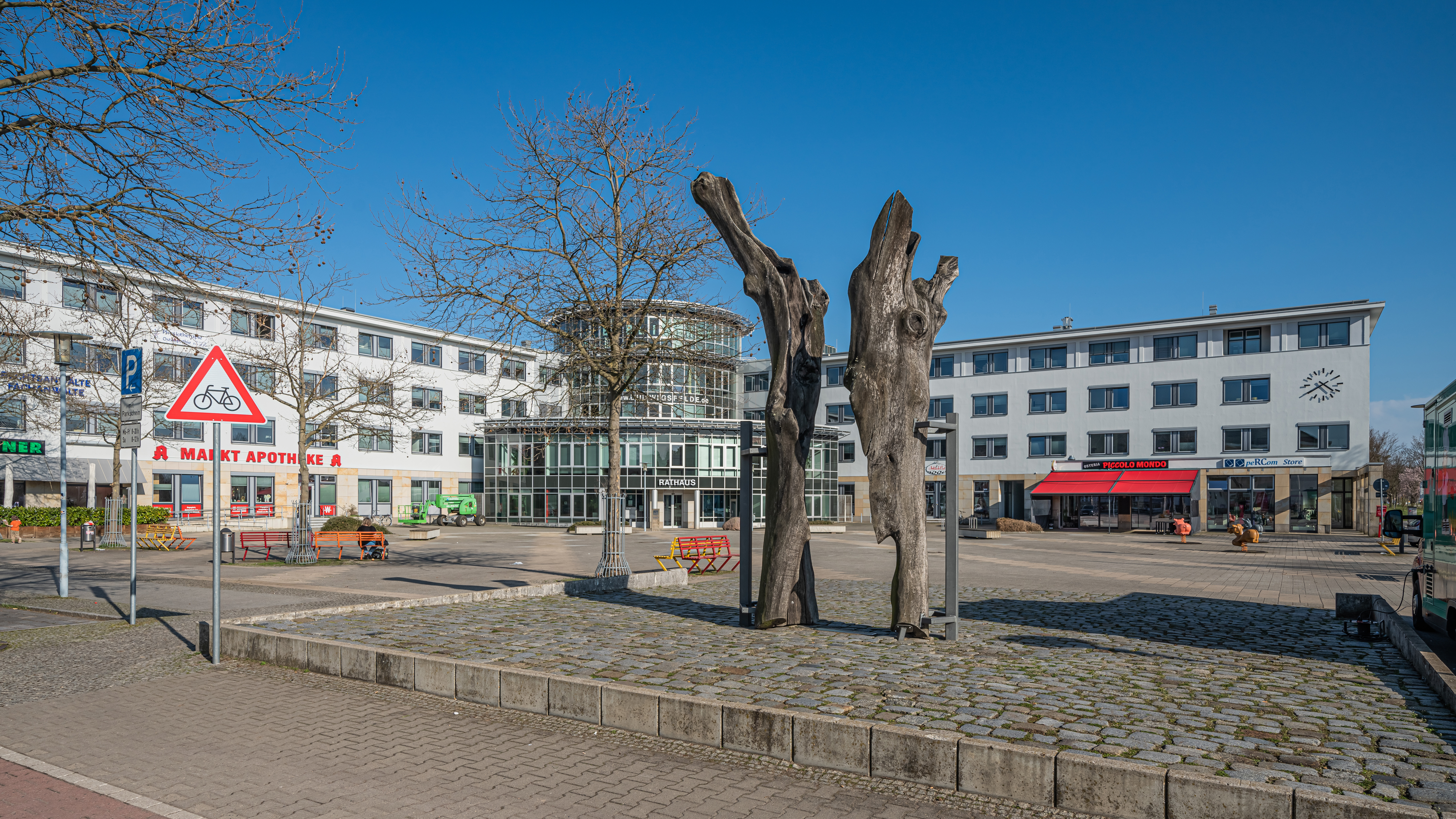
Sculptuur Stundeneiche in het centrum van Ludwigsfelde. Op de achtergrond, rechts, het stadhuis.
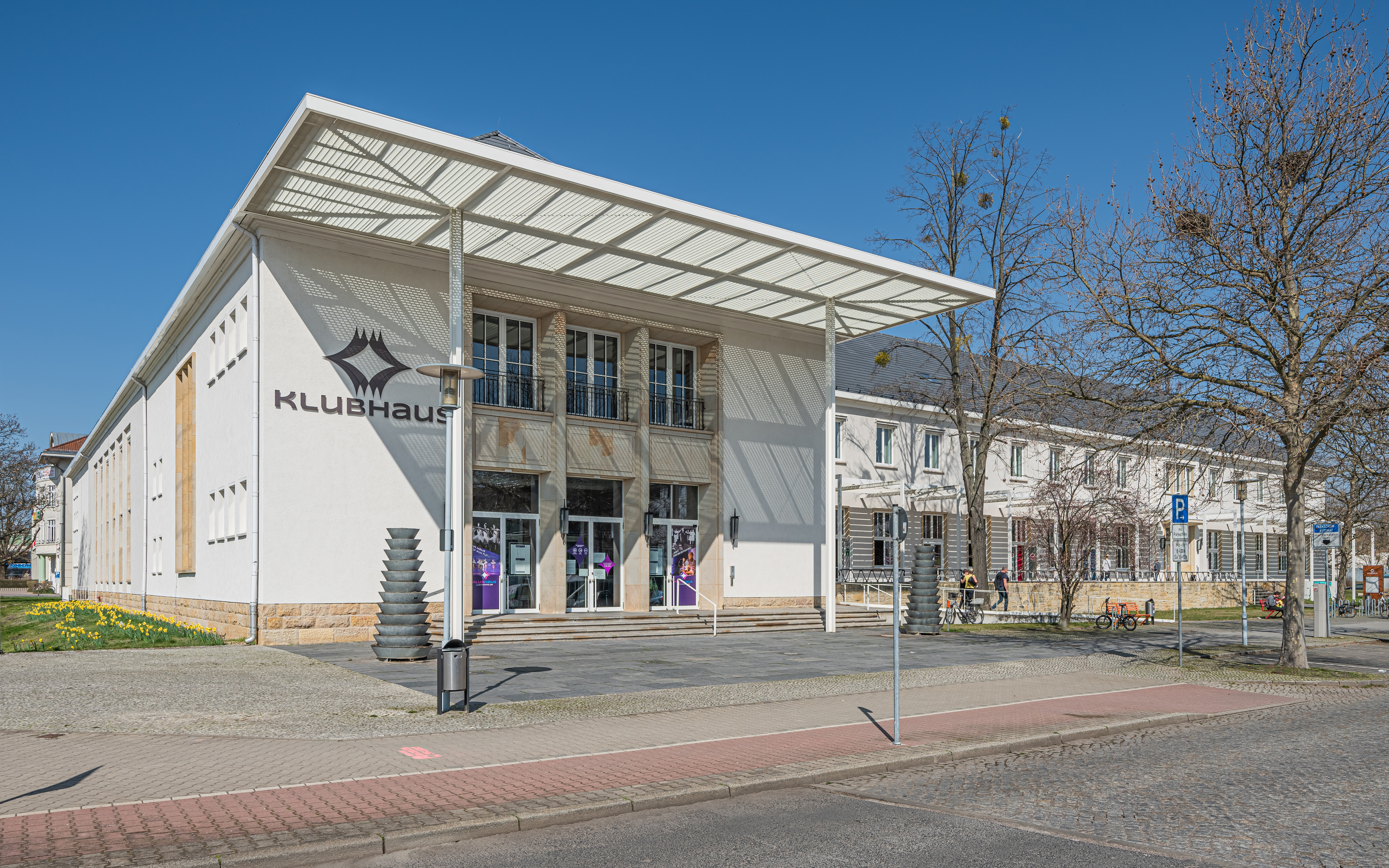
Kulturhaus
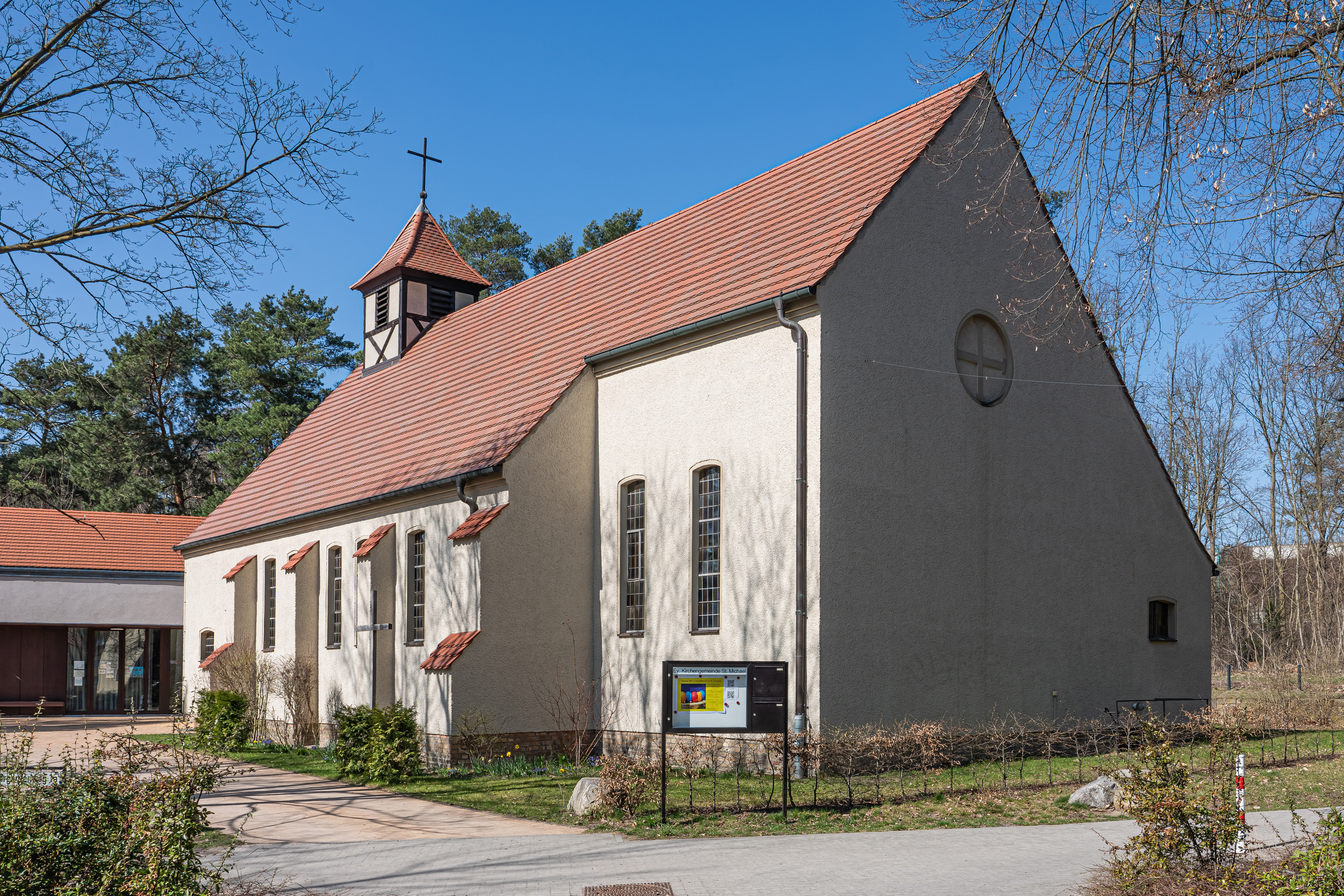
St.Michaëlskerk, Ludwigsfelde (1955; het eerste kerkgebouw in de plaats)
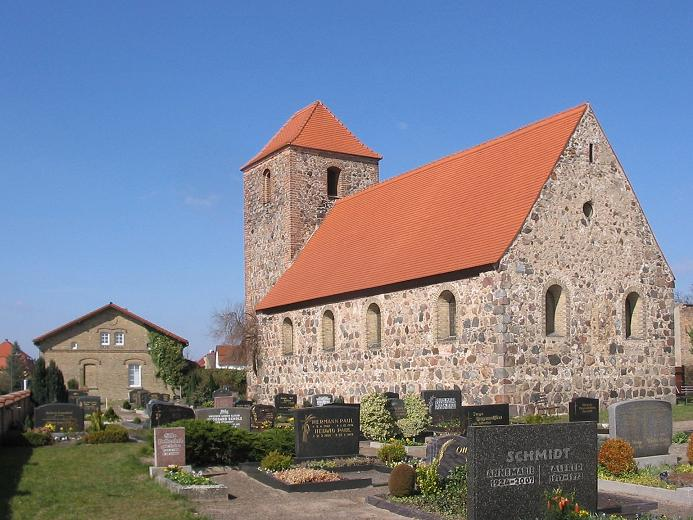
Dorpskerk te Ahrensdorf (14e- 15e-eeuws)
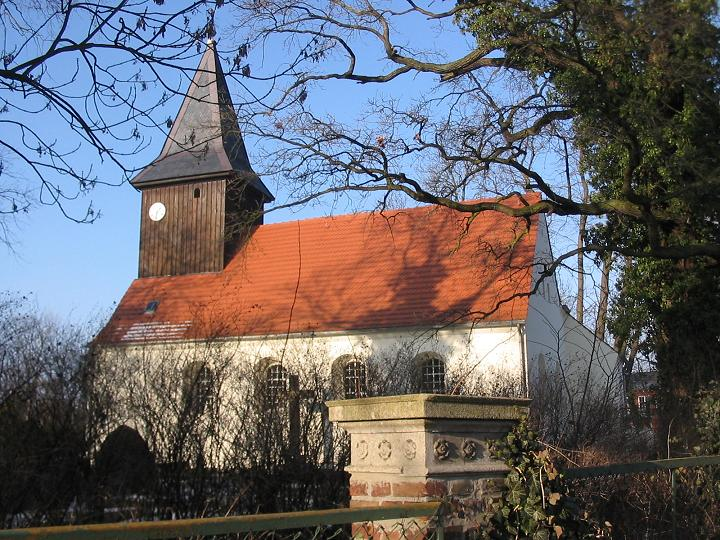
Dorpskerk te Genshagen (14e-eeuws)
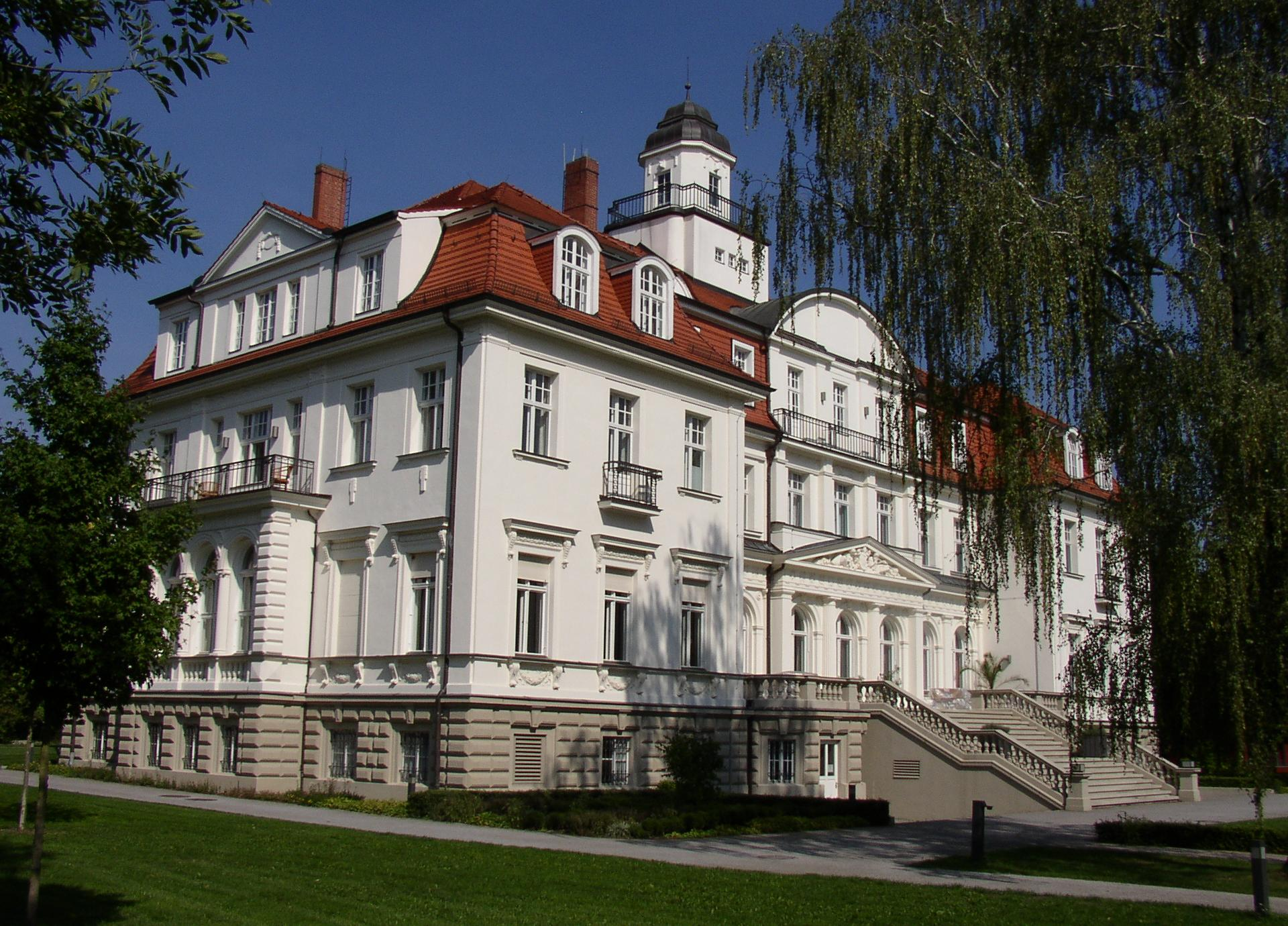
Kasteel Genshagen
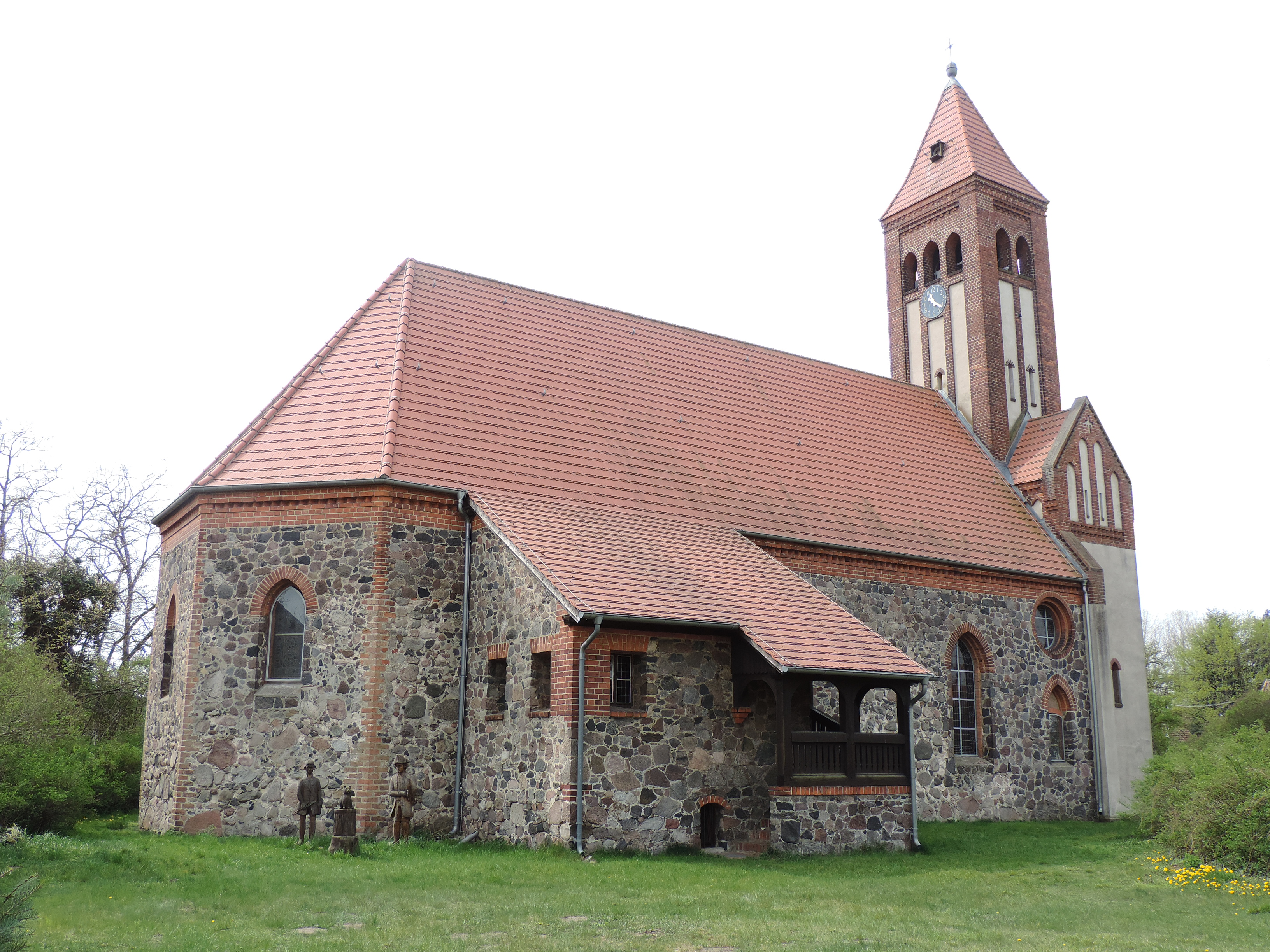
Dorpskerk te Gröben
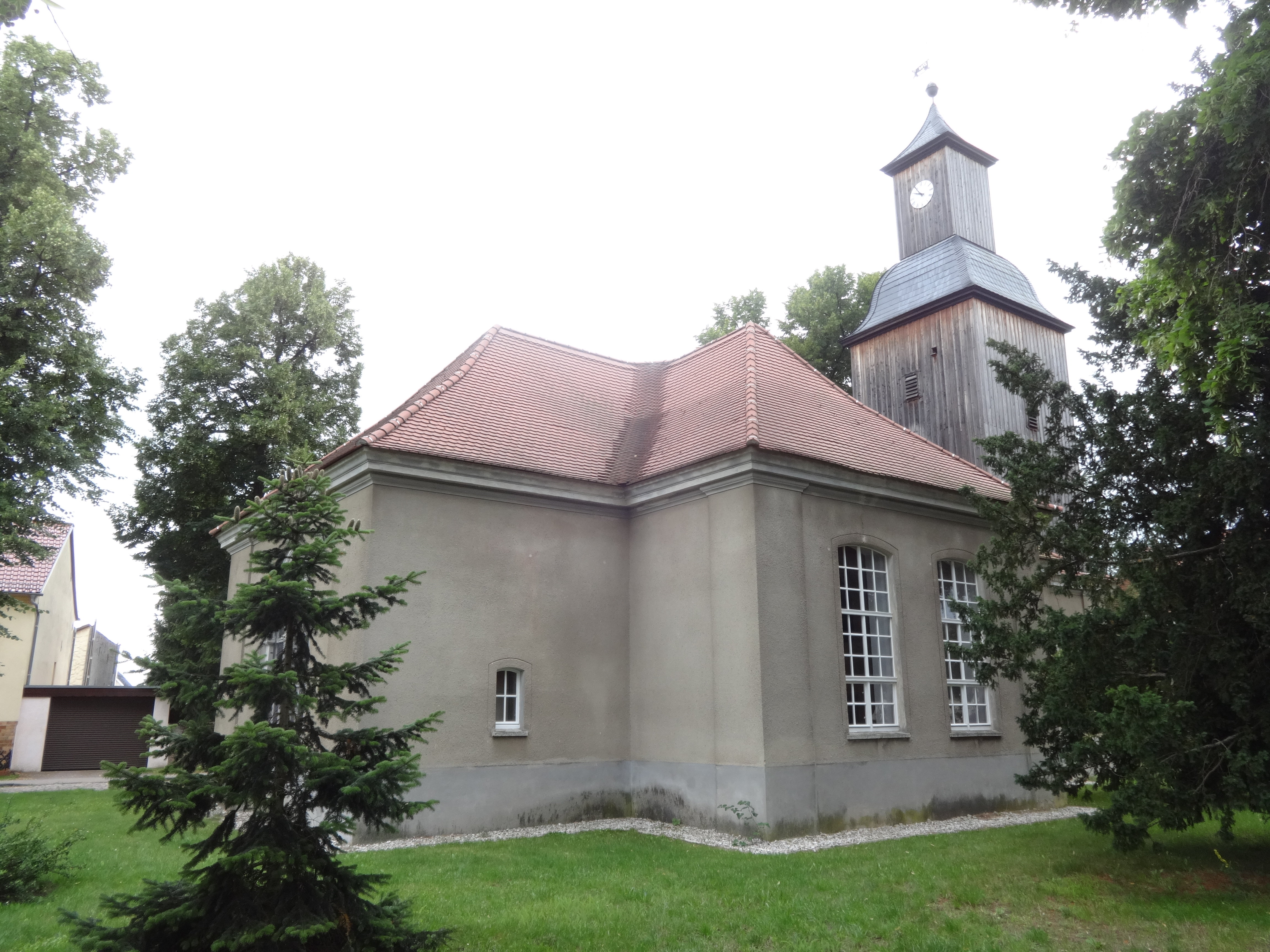
Dorpskerk Groß Schulzendorf
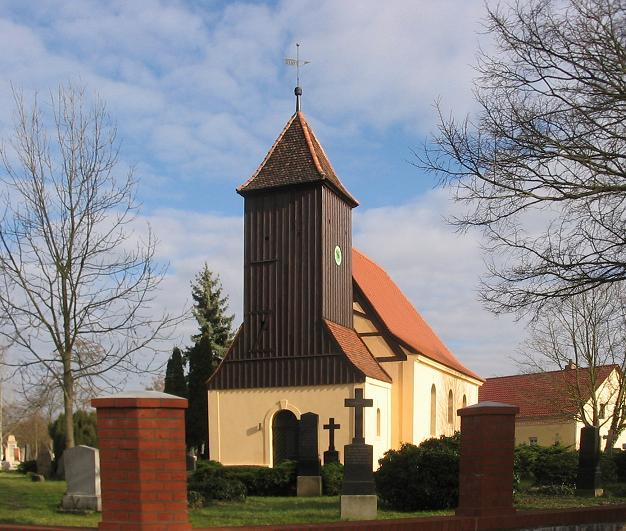
Dorpskerkje te Löwenbruch (1716)
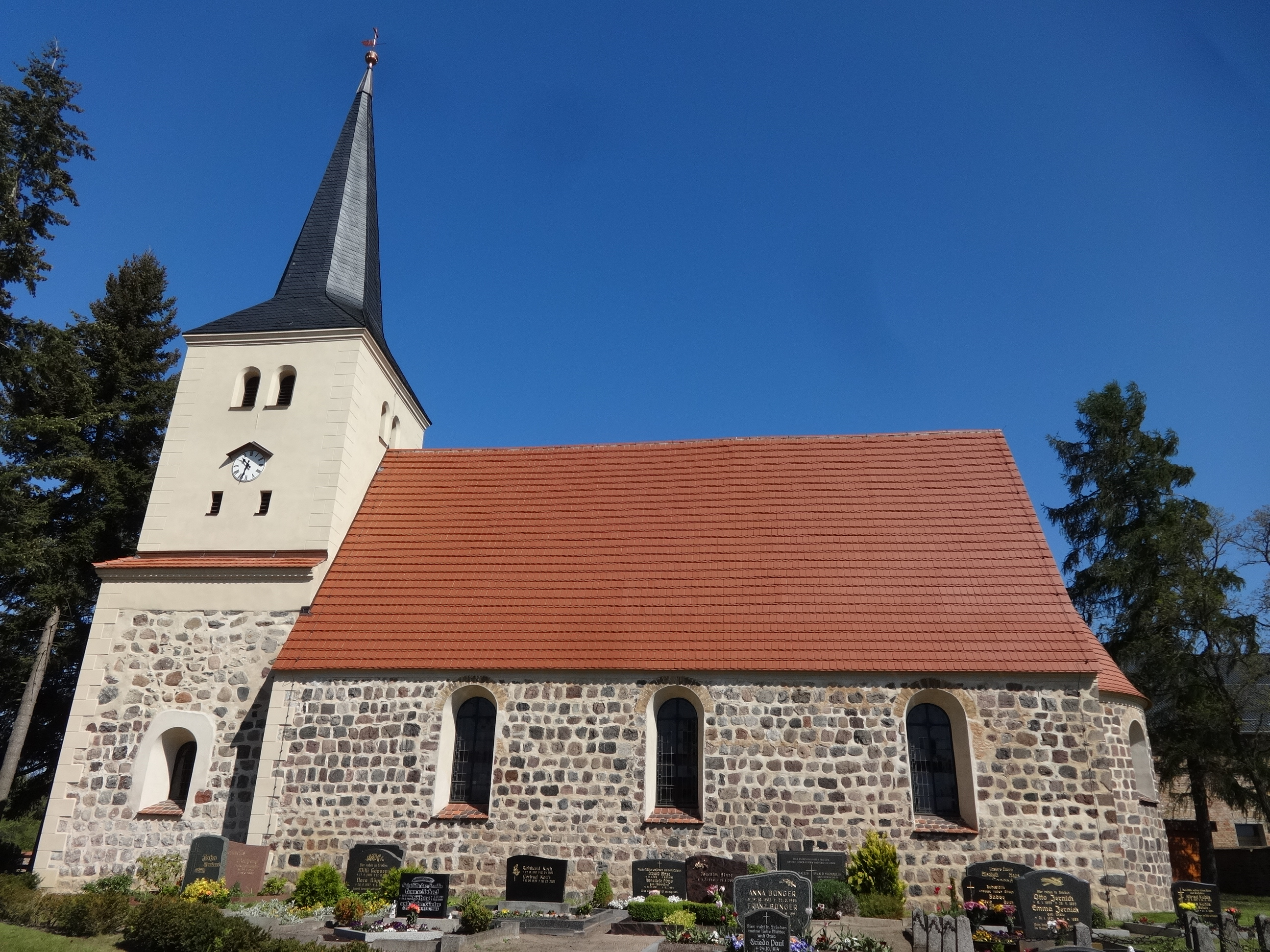
Dorpskerk Siethen (eind 13e eeuw)
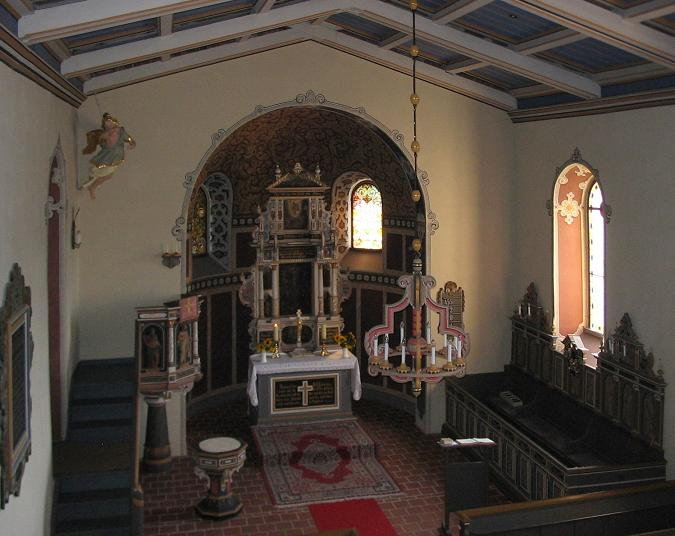
Interieur van deze kerk
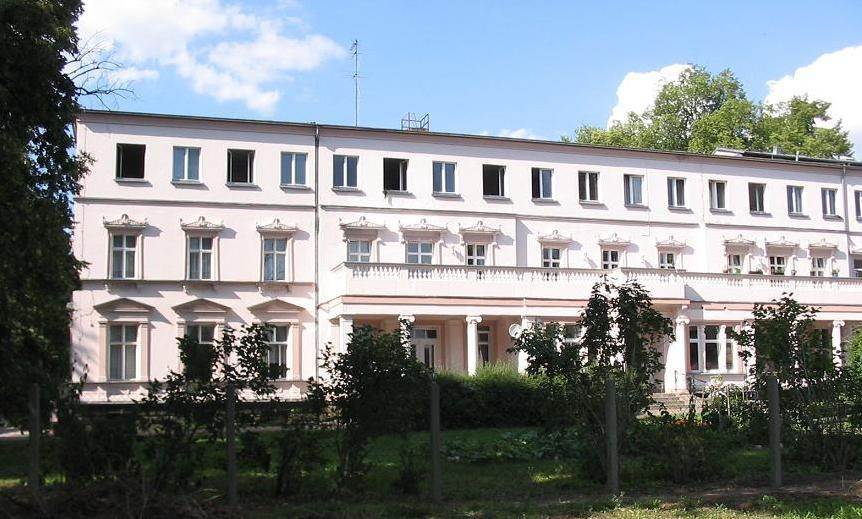
Landhuis Gutshaus Siethen (1879-80)
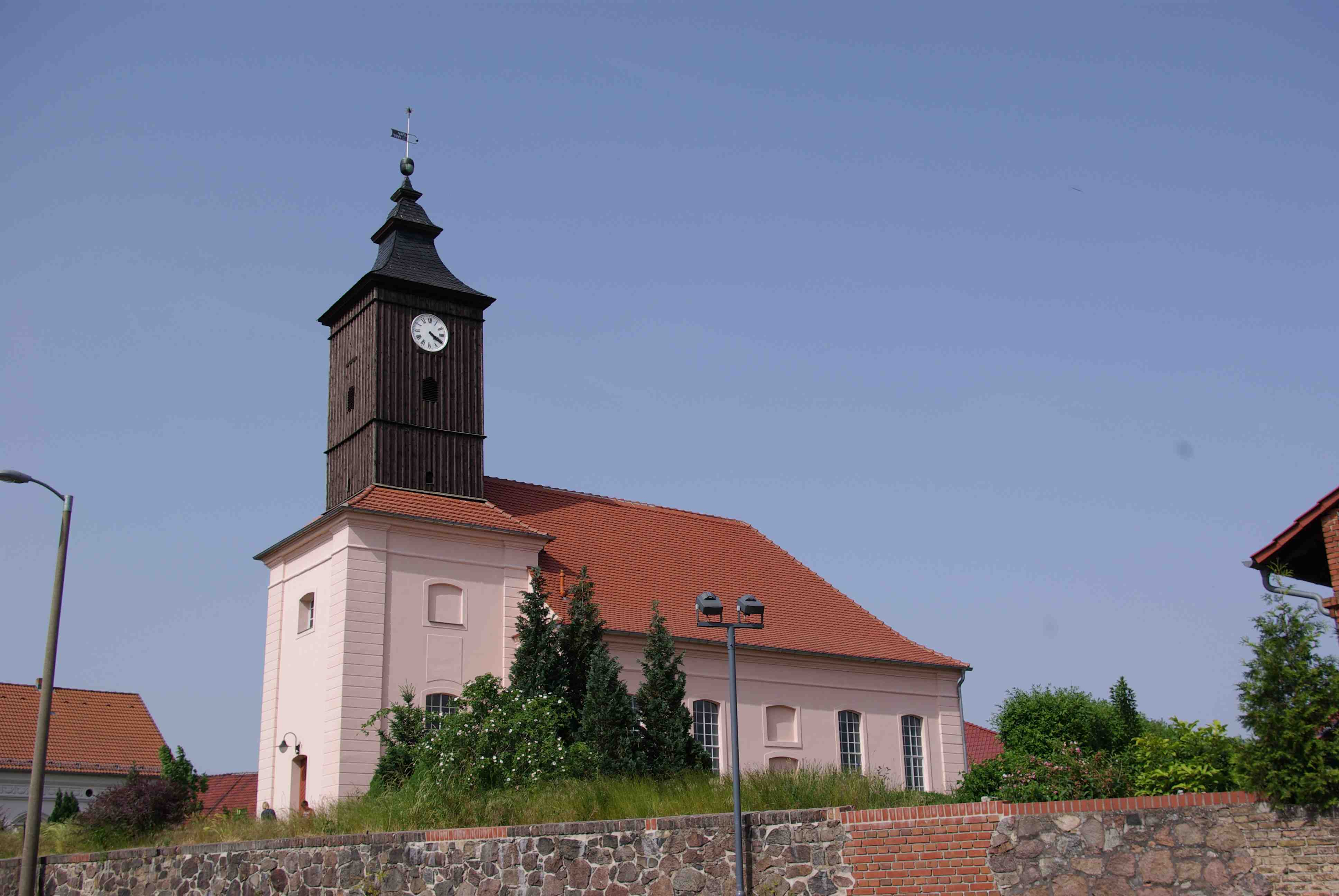
Dorpskerk te Wietstock (1746)
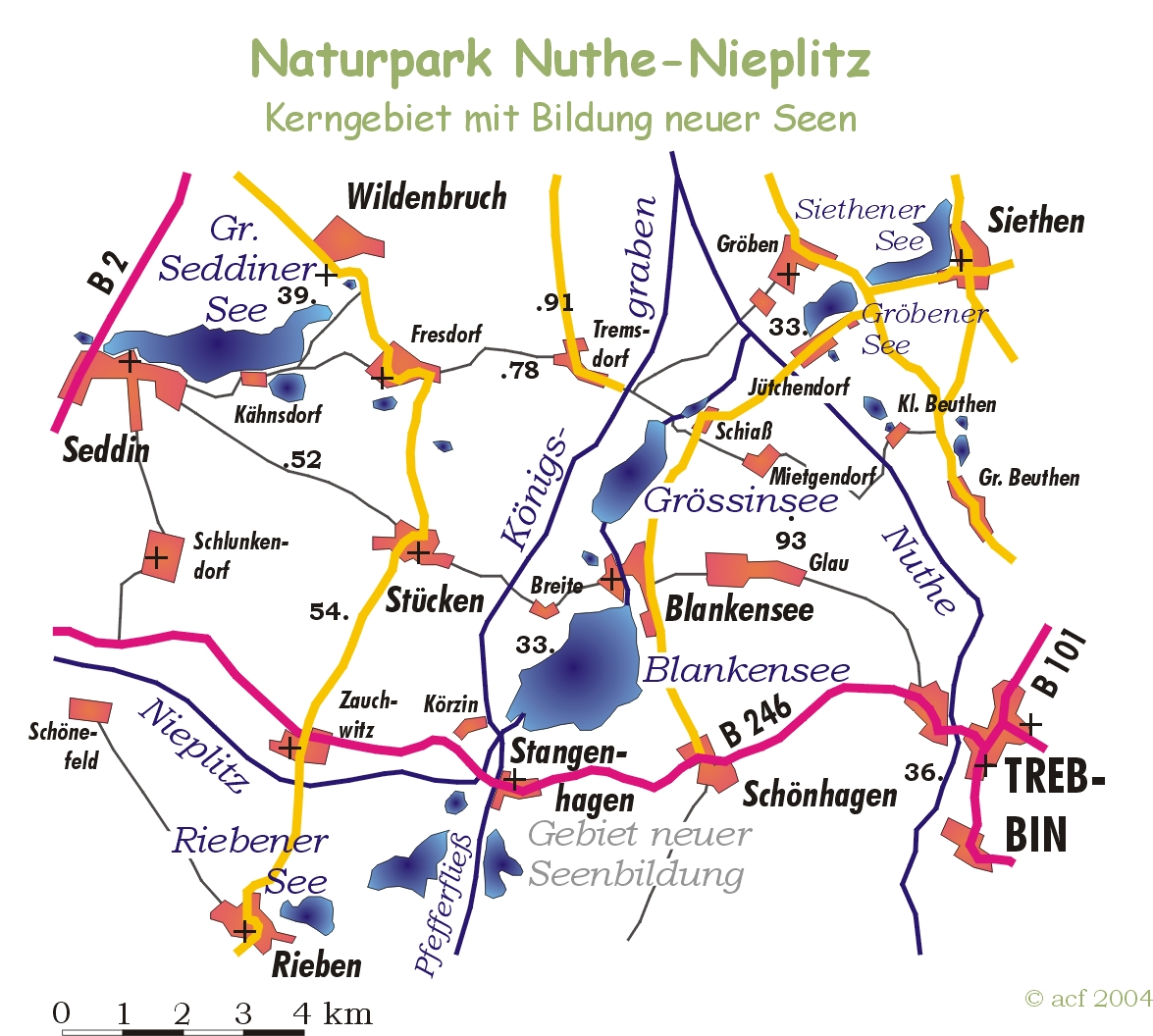
Kaart  omgeving Grössinsee
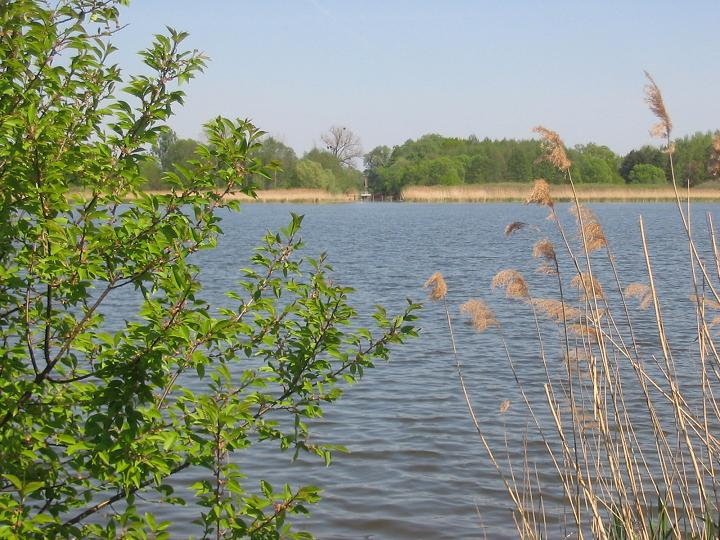
De Grössinsee
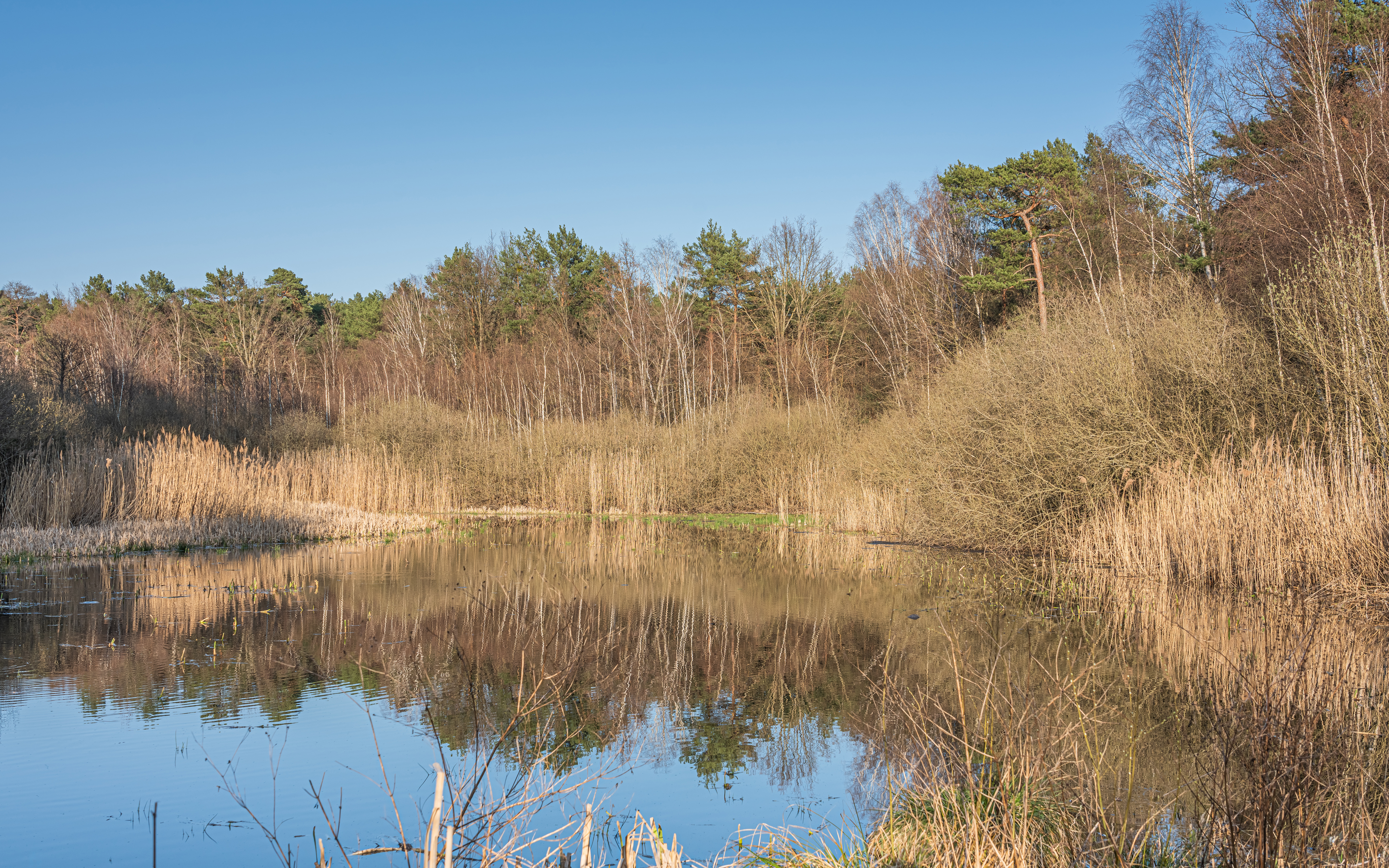
Ven in het gebied Pechpfuhl
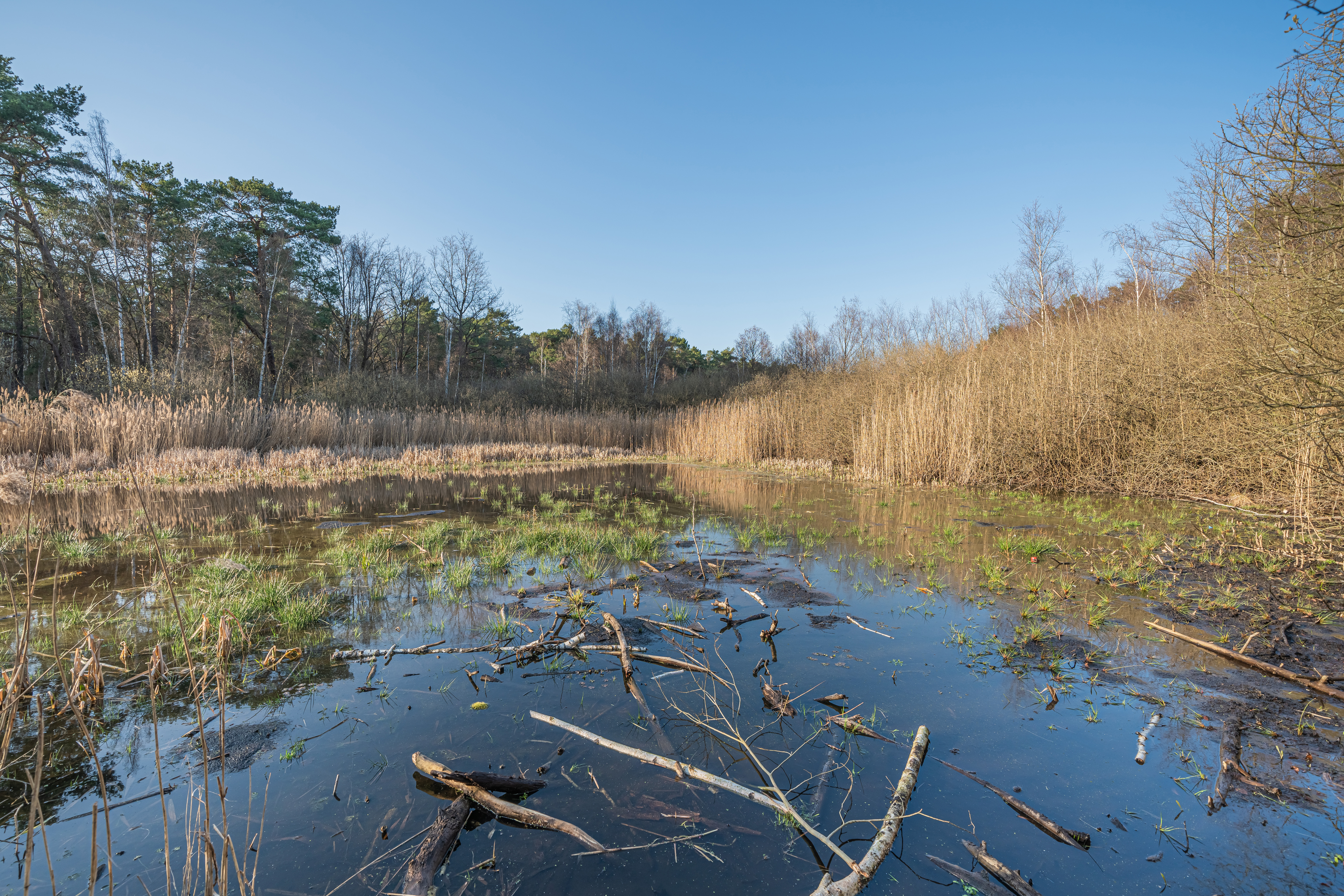
Wetland in het gebied Pechpfuhl
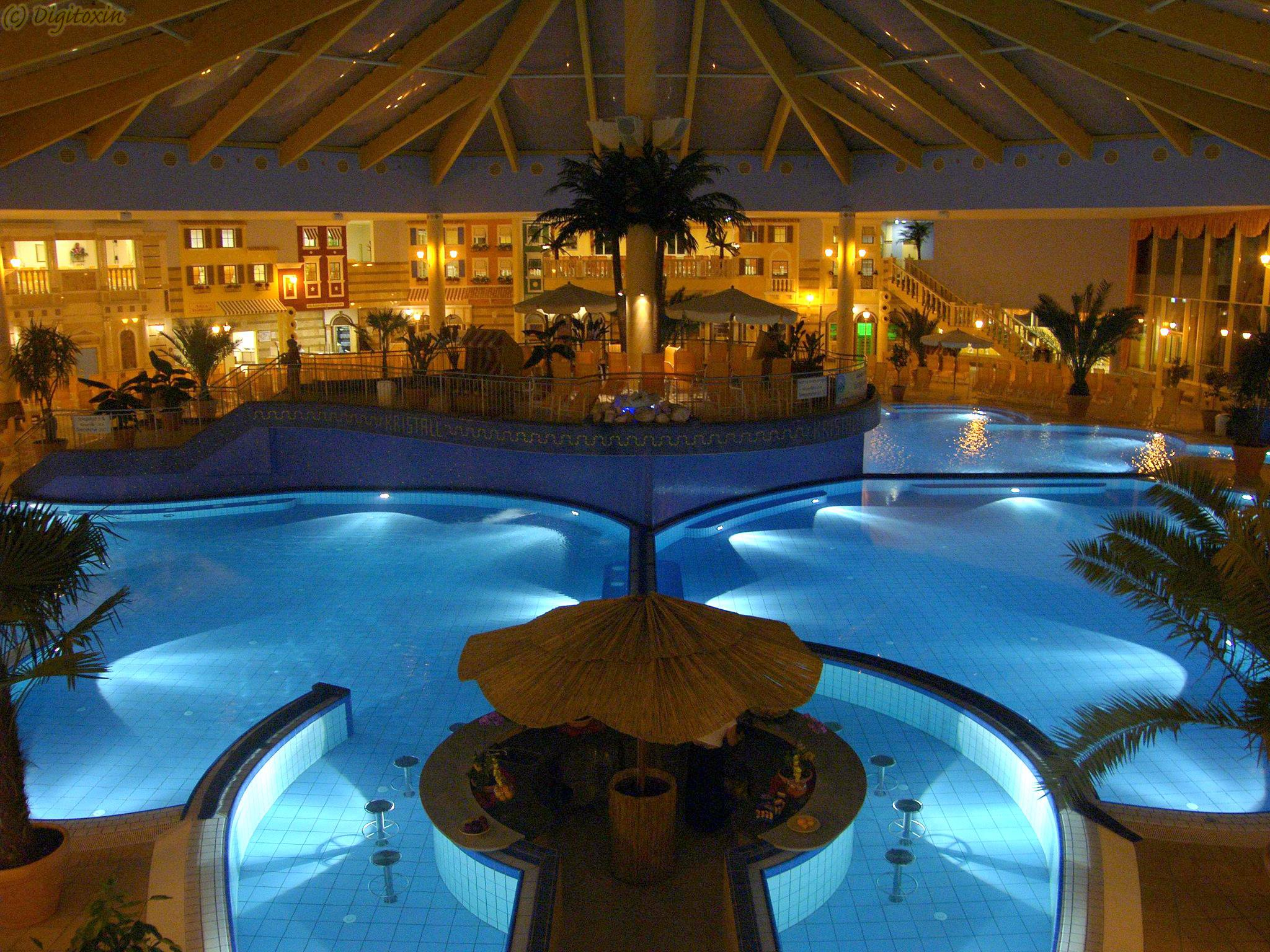
Wellness-centrum Kristalltherme Ludwigsfelde

## Bekende personen in relatie tot de gemeente

### Geboren te Ludwigsfelde
- Yvonne Snir-Bönisch (29 december 1980), judoka  (Olympisch goud in 2004)
- Arne Maier (8 januari 1999), voetballer (middenvelder)

### Overigen
- Antje Rávic Strubel of Antje Rávik Strubel, geboren in 1974 te Potsdam, schrijfster, beroemd geworden vanwege haar roman Tupolew 134 (2004) over een vliegtuigkaping op 30 augustus 1978[9]; zij groeide op te Ludwigsfelde.
- Robert Bartko (Potsdam, 23 december 1975) oud-baanwielrenner en official in de schaats- en wielersport, inwoner van Jütchendorf

## Partnergemeentes
Ludwigsfelde onderhoudt jumelages met:
- Romainville, Frankrijk, sedert 1985
- Zdzieszowice bij Opole, Polen,  sedert 1998.

## Trivia
Aan de in 1938 aangelegde Autobahn A10, ten westen van Ludwigsfelde, stond van circa 1850 tot 2004 een bijzondere eikenboom. De boom stond in de middenberm, tussen de vangrails. Hij werd Stundeneiche genoemd. Automobilisten, die in de DDR-periode in hun Trabi langs deze boom richting het centrum van Oost-Berlijn reden, wisten, dat ze dan nog een uur rijden van hun bestemming vandaan waren. Over de boom zijn verschillende verhalen en films gemaakt. De eik moest, omdat hij niet meer levensvatbaar was, en dus gevaarlijk werd voor het verkeer, in 2004 worden geveld. In 2005 werd een deel van de stam als kunstwerk opgesteld in het centrum van Ludwigsfelde.  